# Utøya
Utøya là một hòn đảo ở Tyrifjorden trong Hole, hạt Buskerud, Na Uy. Đảo này có diện tích 0,12 km2
Utøya thuộc sở hữu của Liên đoàn Thanh niên Lao động (Arbeidernes ungdomsfylking), có trại hè ở đây. Đảo này được tặng cho Liên đoàn này vào tháng 8 năm 1950 bởi Oslo og Omegn faglige samorganisasjonen (Liên đoàn Nghiệp đoàn Oslo), một tổ chức hợp tác cho các tổ chức nghề nghiệp. Utøya có thể được thuê làm nơi cắm trại và sự kiện.
Tại hòn đảo này đã diễn ra vụ tấn công Na Uy 2011.

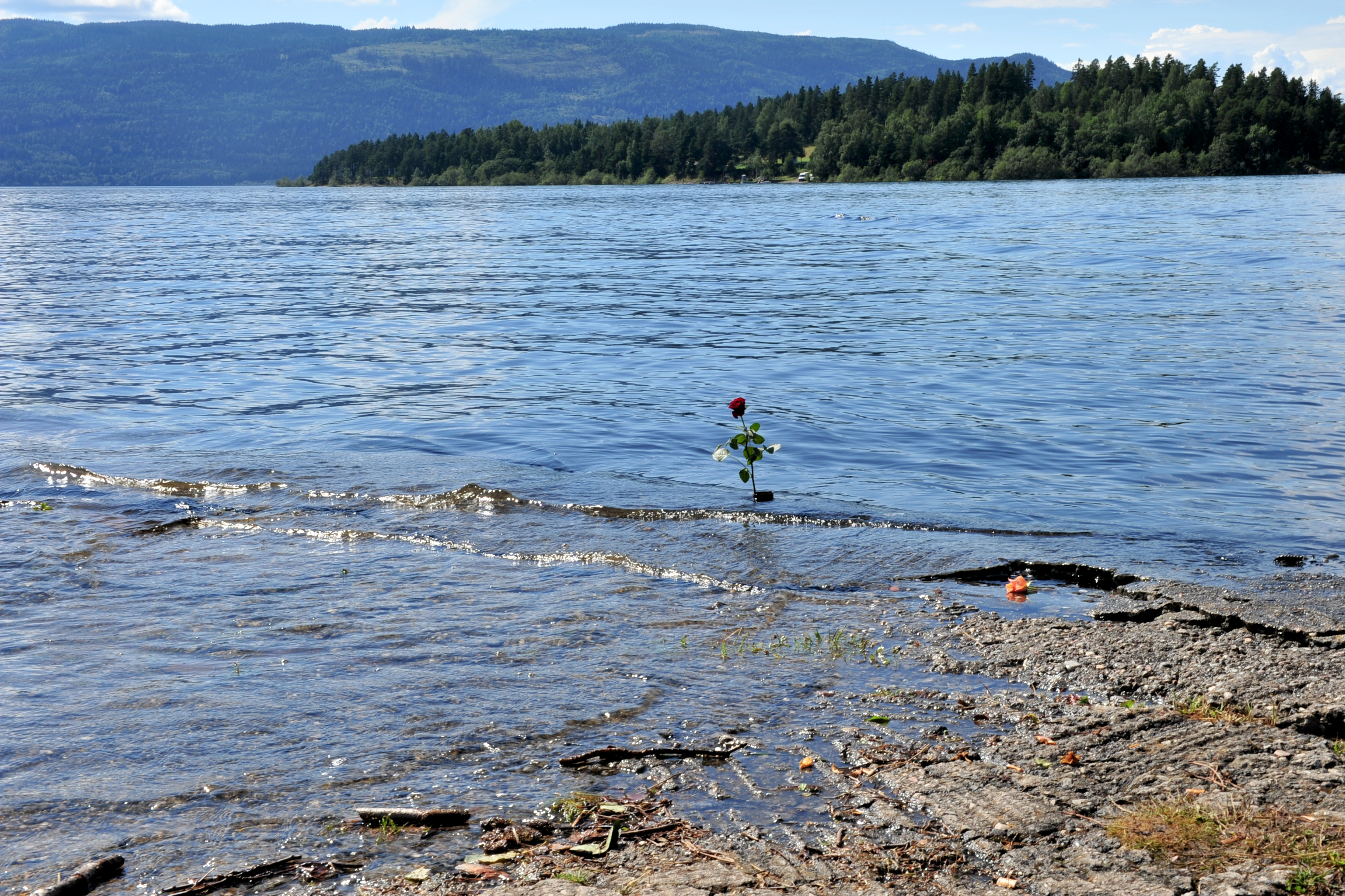
Utøya